# Brian Kobilka

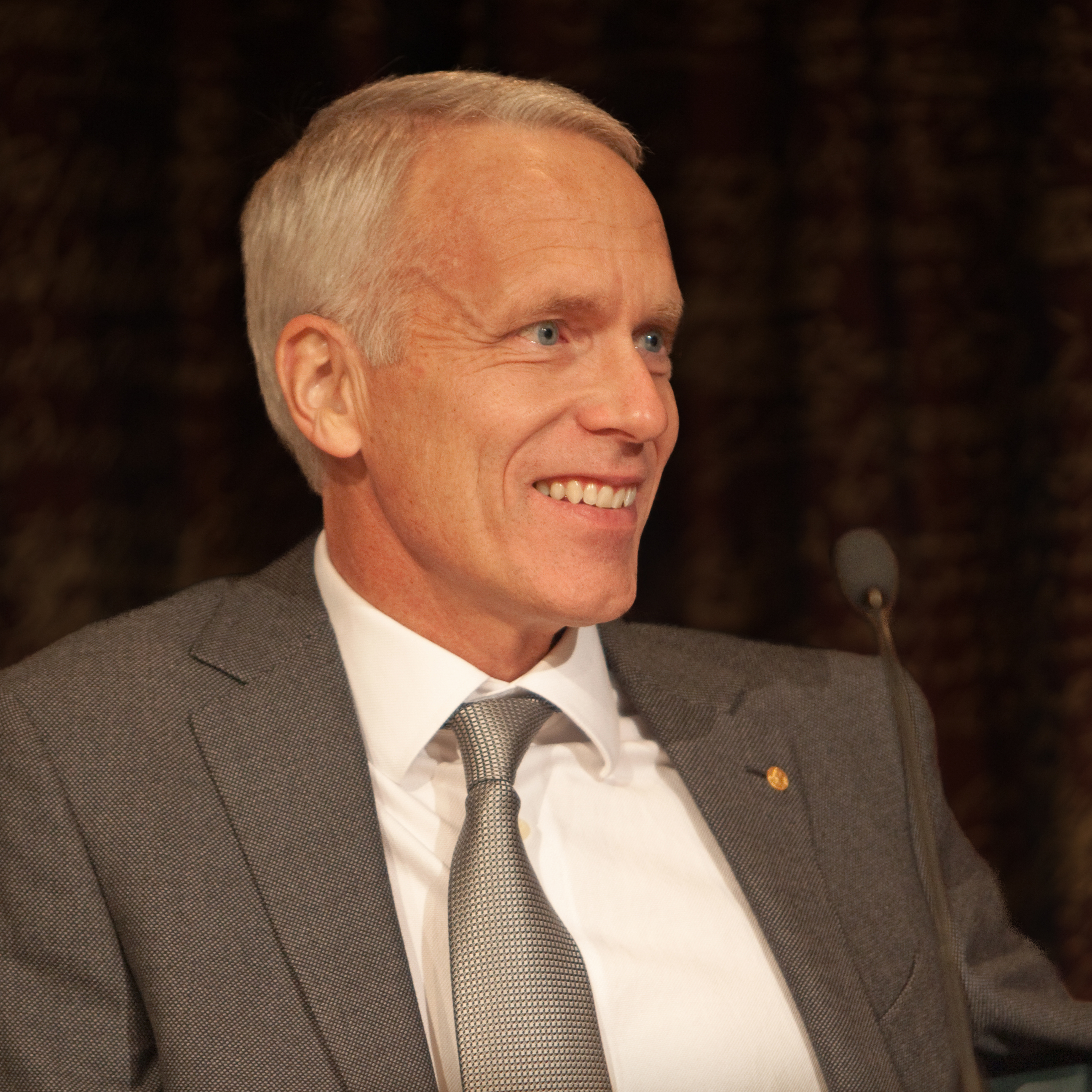
Brian Kobilka i Stockholm 2012

Brian Kent Kobilka, född 30 maj 1955 i Little Falls, Minnesota, är en amerikansk professor som 2012 tilldelades Nobelpriset i kemi tillsammans med Robert Lefkowitz för deras studier av G-proteinkopplade receptorer.
Kobilkas forskning handlar om cellers mottagare, receptorerna, som gör att cellerna kan känna av och anpassa sig till omgivningen. Han har kartlagt en betydelsefull familj av receptorer, de så kallade G-proteinkopplade receptorerna. Lefkowitz har med hjälp av radioaktivitet kunnat påvisa flera sådana här mottagare. Han utvann receptorn från dess gömställe i cellens vägg och kunde på så sätt skapa sig en uppfattning om hur den fungerade. Kobilka lyckades sedan leta fram den gen ur kroppens arvsmassa som kodar för den receptor som Lefkowitz upptäckte.  Före Lefkowitz och Kobilkas upptäckter var det inte känt hur celler kunde känna av sin omgivning. Uppskattningsvis hälften av alla läkemedel har framställts för att förhålla sig till pristagarnas upptäckt.